# Senangsari
Senangsari is een bestuurslaag in het regentschap Pandeglang van de provincie Banten, Indonesië. Senangsari telt 2281 inwoners (volkstelling 2010).